# Hieracium leyi
Hieracium leyi es una especie de planta con flor del género Hieracium, de la familia Asteraceae, orden Asterales.

## Distribución
Hieracium leyi se distribuye por Gales y Escocia.

## Taxonomía
Fue descrita científicamente por F. Hanb.
Tratamiento taxonómico
La especie aparece registrada en una sección de la publicación J. Bot.